# Zveza Sonček

#### Zgodovina
Sonček - Zveza društev za cerebralno paralizo Slovenije je bila ustanovljena 1983 v Kranju. Na pobudo zdravnikov Tatjane Dolenc Veličković in Dr.|Milivoja Veličkovića sta jo ustanovili Gorenjsko društvo za cerebralno paralizo ter Mariborsko društvo za cerebralno paralizo. Prvi predsednik je bil Adolf Mrak podpredsednik pa Taras Poljanec. Kasneje se je v zvezo vkljućilo še 16 regijskih ter specializiranih društev. 

Leta 1985 se je sedež zveze iz Kranja preselil v Maribor, za predsednika pa je bil izvoljen Taras Poljanec za podpredsednika pa Herman Čater.

Leta 1987 je bil sedež zveze preseljen v Ljubljano. Za predsednico pa je bila izvoljena Zora Tomič, za podpredsednika Roman Hriberšek, za sekretarko pa je bila imenovana Angelca Žiberna. 

Leta 1989 je bila za predsednico ponovno izvoljena Zora Tomič, za podpredsednika Mihajlo Marjanovič, za sekretarja pa je bil imenovan Jože Primožič. 

Leta 1991 je bila za predsednico ponovno izvoljena Zora Tomič, za podpredsednico pa Marija Božič
Leta 2001 je bil za predsednika izvoljen Franc Aco Prosnik.

Leta 2005 je bil za predsednika izvoljen Iztok Suhadolnik

#### Regijska društva za cerebralno paralizo
Združujejo starše in otroke scerebralno paralizo ter drugimi invalidnostmi. Gorenjskemu društvu ustanovljenemu 1976 so sledila še Ljubljansko (1977), Mariborsko (1982), Dolenjsko (1983), Celjsko (1984), Koroško (1986), Pomursko (1988), Obalno (1988), Ponikve (1991), Zgornjegorenjsko (200), Zasavsko (2004)

#### Centri Sonček
So namenjeni izvajanju socialnih programov za osebe z invalidnostmi. Prvemu Ljubljanskemu centru na Vojkovi (1989) so sledili še centri v Slovenj Gradcu (1994), v Celju (1995), v Mariboru (1998), na Ptuju (1999), v Ljubljani na Rožanski (2000), v Murski Soboti (2001), v Kopru (2002), v Novem mestu (2004), v Krškem (2011)

#### Stanovanjske skupine
So namenjene bivanju odraslih oseb z invalidnostmi. Leta 1991 je zveza ustanovila prvo stanovanjsko skupino za osebe z invalidnostmi v Kranju, ki ji je na slednjo leto sledila še ene v Kranju, leta 1993 skupnosti v Ljubljani in Mariboru, leta 1996 druga skupnost v Ljubljani, leta 2000 v Štorah, 2003 v Dravogradu ter 2004 v Kopru.

#### Obnovitvena rehabilitacija
Leta 1993 zveza tudi uradno odpre Rekreacijsko terapevtski center Elerji nad Ankaranom, kjer prične izvajati terapevtske kolonije za otroke ter obnovitveno rehabilitacijo za odrasle osebe s cerebralno paralizo, po pogodbi z Zavodom za zdravstveno zavarovanje Slovenije. Leta 2001 je zveza pričela z urejanjem počitniškega centra Sonček Vrtiče na kmetiji v Zgornji Kungoti, kjer je že leto prej organizirala prve počitnice za otroke in odrasle s cerebralno paralizo.

#### "Sončkovi prevozi" otrok
Leta 1990 začne zveza s prevozi invalidnih otrok iz zavodov domov in nazaj, kar popolnoma spremeni koncept delovnja zavodov za izobraževanje in usposabljanje otrok z invalidnostmi.

#### Zaposlovanje invalidov
Leta 1989 je zveza ustanovila dve podjetji za zaposlovanje invalidov. Sonce d.o.o. v Ljubljani in Sončna pot d.o.o. v Mariboru ter Ljubljani prvi Center Sonček.

#### Vključevanje otrok s posebnimi potrebami
Leta 1994 je Marija Božič pričela z izvajanjem enega najbolj prepoznavnih projketov Zveze Sonček, ki je bi namenjen pripravi učencev osnovnih šol za sprejemanje otrok s posebnimi potrebami v rednih šolah. Vanj je bilo vključenih na stotine šol in na tisoče učencev. Posebej zanj je Svetlana Makarovič napisala pravljico Veveriček posebne sorte.

#### Kulturno ustvarjanje
Leta 1995 organizira prvi FESTINVAL gledaliških skupin invalidov v Hrvatinih. Festival se naslednje leto seli v Izola, nato pa v Ljubljano.

#### Izdajateljska dejavnost
Leta 1988 je zveza začela izdajati revijo PET, katere predhodnica so bila Obvestila Gorenjskega društva za cerebralno paralizo (1987). Za člane in podpornike je zveza od leta 1995 izdajala interno glasilo Ali ste že slišali?, ki se leta 2009 preimenuje v Sončnik. Leta 1992 izda zveza knjižico "Hemiplegičen otrok", 1993 pa prvi priročnik z naslovom "Vaš otrok ima cerebralno paralizo", leta 1996 Otroško pravljico Svetlane Makarovič "Veveriček posebne sorte", 1997 "Akcija vključevanja". 

#### Mednarodno sodelovanje
Leta 1990 je bila zveza sprejeta v ICPS - International Cerebral Palsy Society.
Leta 2003 je bila postala članica EASPD European Association of Service Providers for Disabled. 

### Častni člani
Tatjana Dolenc Veličković, Milan Kučan, Hans Schöbel, Hilda Šavrič Veličkov, Zora Tomič

### Vir
Arhiv Zveze Sonček